# Bayenghem-lès-Seninghem
Bayenghem-lès-Seninghem ist eine französische Gemeinde mit 345 Einwohnern (Stand 1. Januar 2022) im Département Pas-de-Calais in der Region Hauts-de-France. Sie gehört zum Arrondissement Saint-Omer und zum Kanton Lumbres.

## Lage
Die Gemeinde Bayenghem-lès-Seninghem liegt im Regionalen Naturpark Caps et Marais d’Opale, zwölf Kilometer westsüdwestlich von Saint-Omer. Nachbargemeinden von Bayenghem-lès-Seninghem sind Acquin-Westbécourt im Norden, Lumbres im Osten, Affringues im Süden sowie Seninghem im Westen.

## Bevölkerungsentwicklung
| Jahr                       | 1962 | 1968 | 1975 | 1982 | 1990 | 1999 | 2006 | 2012 | 2022 |
| Einwohner                  | 193  | 192  | 203  | 235  | 294  | 304  | 329  | 329  | 345  |
| Quellen: Cassini und INSEE |      |      |      |      |      |      |      |      |      |

## Sehenswürdigkeiten
- Kirche Saint-Martin aus dem 16. Jahrhundert